# 鳥居清胤
鳥居 清胤（とりい きよたね、生没年不詳）は、江戸時代の浮世絵師。

## 来歴
初代鳥居清信の門人で作画期は享保のころ、作品は極めて少なく肉筆画「鐘馗と遊女図」（紙本着色、浮世絵太田記念美術館所蔵）が作として知られ、師とされる清信や鳥居清倍にも匹敵する優品と評されている。初期鳥居派の有力絵師のひとりとされている。